# Philotoceraeus descarpentriesi
Philotoceraeus descarpentriesi är en skalbaggsart som beskrevs av Stefan von Breuning 1976. Philotoceraeus descarpentriesi ingår i släktet Philotoceraeus och familjen långhorningar.
Artens utbredningsområde är Madagaskar. Inga underarter finns listade i Catalogue of Life.